# Sven Taddicken
Sven Taddicken, né en 1974 à Hambourg, est un réalisateur allemand.

## Filmographie
(février 2023).
- 2018 : Un si beau couple (Das schönste Paar)
- 2016 : Gleißendes Glück
- 2009 : 12 Meter ohne Kopf
- 2008 : Braams - Kein Mord ohne Leiche (téléfilm)
- 2008 : 1. Mai (épisode Yavuz)
- 2006 : Le Bonheur d'Emma
- 2002 : Einfach so bleiben (Court-métrage)
- 2001 : Mein Bruder, der Vampir
- 2000 : Schäfchen zählen (Court-métrage)
- 1999 : El cordobés (Court-métrage)
- 1998 : Ice Cream (Court-métrage)
- 1998 : Whodunit (Court-métrage)